# 化學反應速率
反应速率（英語：Rate of reaction）是在化學反應中，反應物轉變成产物的速度。不同反應的速率有所不同。例如鐵的生銹（氧化）過程的需時以年來計算；在火中燃燒纖維素，卻只需要數秒鐘的時間。對於大部分的反應，反應速率隨時間而減少。
反應速率可以用這種方式來表達：
{\displaystyle r=\lim _{\Delta t\rightarrow 0}{\frac {\Delta [A]}{\Delta t}}={\frac {d[A]}{dt}}}
其中[A]為體積摩尔濃度.
反应速率的单位为mol/(L·s)或mol/(L·min)。浓度单位一般用摩尔·升-1，时间单位用秒、分或小时。反应速率分为平均速率（一定时间间隔裡平均反应速率）和瞬时速率（给定某时刻的反应速率），可通过实验测定。

## 碰撞学说
碰撞理论，是由德国的Max Trautz及英国的William Lewis在1916年及1918年分别提出的。
1. 碰撞学说：任何化学反应的发生，必需反应粒子互相接近碰撞，则反应速率与碰撞次数成正比。
2. 活化能：所谓活化能就是能使粒子发生反应的最低能量。
3. 有效碰撞：所谓有效碰撞是指碰撞的粒子其能量（发生化学反应所需的能量）超过活化能，且碰撞方向（位向）要正確。

## 影響反應速率的因素
反应物本身的性质，外界因素：温度，浓度，壓力，催化剂，光，激光，反应物颗粒大小，反应物之间的接触面积和反应物状态，x射线，γ射线，固体物质的表面积，与反应物的接触面积，反应物的浓度也会影响化学反应速率。阿瑞尼斯方程式為反應速率的模型，即{\displaystyle k=Ae^{-{\frac {E_{a}}{RT}}}}，而反應速率{\displaystyle r=k[A]^{n}}，其中的{\displaystyle n}為反應級數。
增加反应物的浓度，即增加了单位体积内活化分子的数目，从而增加了单位时间内反应物分子的有效碰撞的次数，导致反应速率加快。提高反应温度，即增加了活化分子的百分数，也增加了单位时间内反应物分子有效碰撞的次数，导致反应速率加快。使用正催化剂，改变了反应历程，降低了反应所需的活化能，使反应速率加快。
在化工生产中，常控制反应条件来加快反应速率，以增加产量。有时也要采取减慢反应速率的措施，以延长产品的使用时间。